# Premio Jim Phelan
El Premio Jim Phelan (en inglés Jim Phelan National Coach of the Year Award, antes denominado CollegeInsider.com National Coach of the Year Award) es un premio anual otorgado por la página web CollegeInsider.com al entrenador más destacado de la División I de la NCAA. El galardón se instauró en 2003 y lleva el nombre de Jim Phelan, el legendario entrenador de la Universidad Mount St. Mary's que ejerció durante 49 temporadas, compilando 830 victorias en 1.345 partidos. Fue incluido en el National Collegiate Basketball Hall of Fame en 2008.

## Ganadores

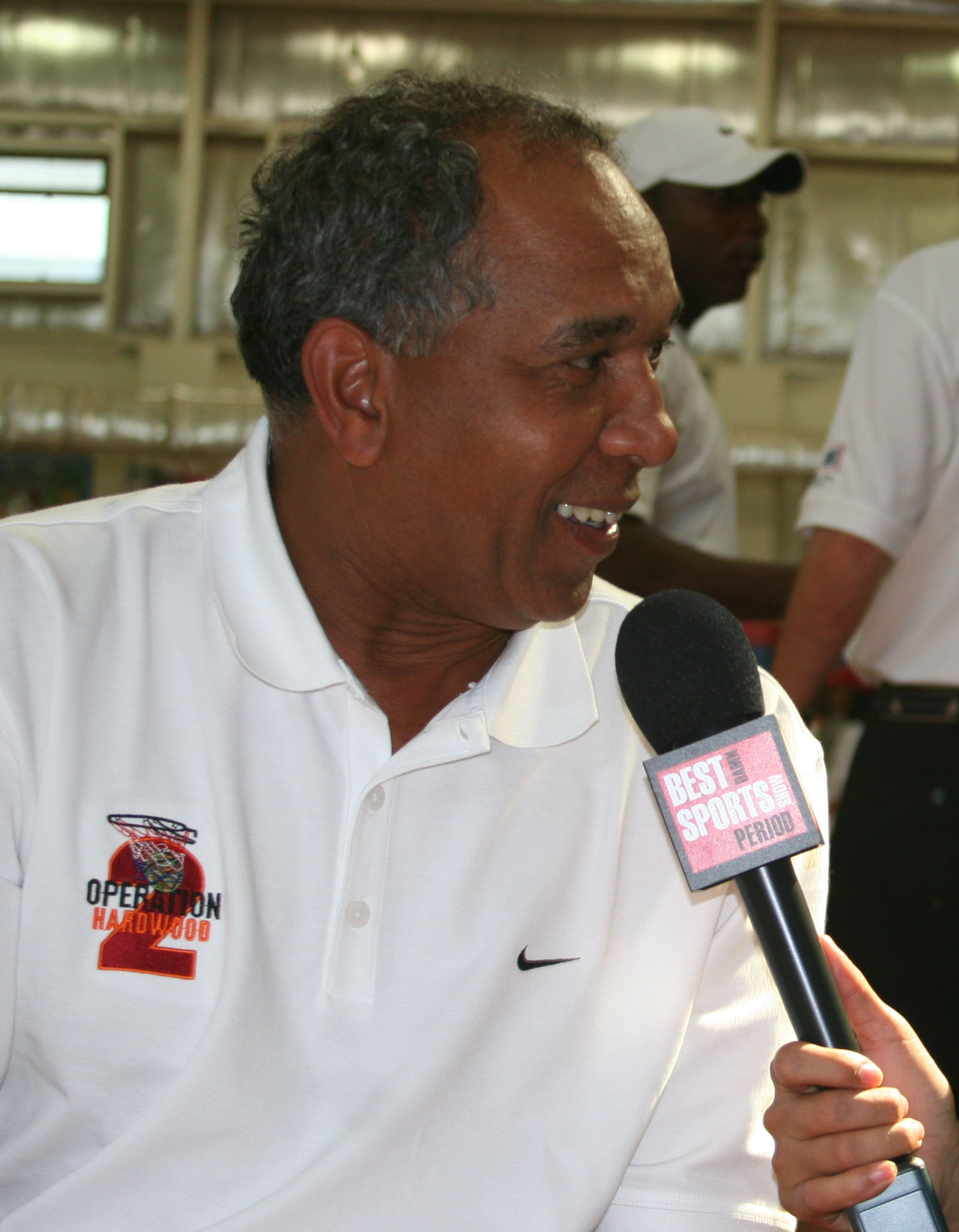
Tubby Smith ganó el premio en 2005.

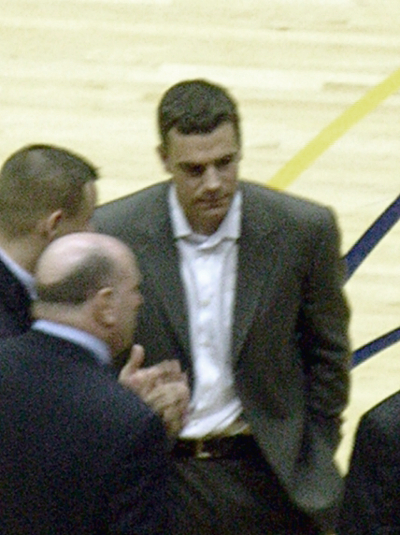
Tony Bennett ganó el premio dirigiendo a Washington State.

| *              | Ganador del Naismith College Coach of the Year la misma temporada                        |
| Entrenador (X) | Denota el número de veces que el entrenador ha sido galardonado con el premio Jim Phelan |

| Año     | Entrenador     | Universidad      | Récord | Referencia |
| ------- | -------------- | ---------------- | ------ | ---------- |
| 2002–03 | Mark Slonaker  | Mercer           | 23–6   | [ 3 ]      |
| 2003–04 | Phil Martelli* | Saint Joseph's   | 30–2   | [ 4 ]      |
| 2004–05 | Tubby Smith    | Kentucky         | 28–6   | [ 5 ]      |
| 2005–06 | Ben Howland    | UCLA             | 32–7   | [ 5 ]      |
| 2006–07 | Tony Bennett*  | Washington State | 26–8   | [ 5 ]      |
| 2007–08 | Bo Ryan        | Wisconsin        | 31–5   | [ 5 ]      |
| 2008–09 | John Calipari  | Memphis          | 33–4   | [ 5 ]      |
| 2009–10 | Jamie Dixon    | Pittsburgh       | 25–9   | [ 6 ]      |
| 2010–11 | Stew Morrill   | Utah State       | 30–4   | [ 7 ]      |
| 2011–12 | Mike Brey      | Notre Dame       | 22–12  | [ 8 ]      |
| 2012–13 | Dana Altman    | Oregon           | 28–9   | [ 9 ]      |
| 2013–14 | Tim Miles      | Nebraska         | 19–13  | [ 10 ]     |
| 2014–15 | Bob Huggins    | West Virginia    | 25–10  | [ 11 ]     |
| 2015–16 | Greg Gard      | Wisconsin        | 22–13  | [ 12 ]     |
| 2016–17 | Frank Martin   | South Carolina   | 26–11  | [ 13 ]     |
| 2017–18 | Chris Holtmann | Ohio State       | 25–9   |            |
| 2018–19 | Ritchie McKay  | Liberty          | 29–7   | [ 14 ]     |
| 2019–20 | Steve Pikiell  | Rutgers          | 20–11  | [ 15 ]     |
| 2020–21 | Todd Simon     | Southern Utah    | 19–3   | [ 16 ]     |
| 2021–22 | Mark Adams     | Texas Tech       | 27–10  | [ 17 ]     |
| 2022–23 | Chris Collins  | Northwestern     | 22–12  | [ 18 ]     |
| 2023–24 | Fred Hoiberg   | Nebraska         | 23–11  |            |
| 2024–25 | Chris Beard    | Ole Miss         | 24–12  | [ 19 ]     |

## Ganadores por universidad
| Universidad      | Ganadores | Años       |
| ---------------- | --------- | ---------- |
| Nebraska         | 2         | 2014, 2024 |
| Wisconsin        | 2         | 2008, 2016 |
| Kentucky         | 1         | 2005       |
| Rutgers          | 1         | 2020       |
| South Carolina   | 1         | 2017       |
| Southern Utah    | 1         | 2021       |
| Memphis          | 1         | 2009       |
| Mercer           | 1         | 2003       |
| Notre Dame       | 1         | 2012       |
| Oregon           | 1         | 2013       |
| Pittsburgh       | 1         | 2010       |
| Saint Joseph's   | 1         | 2004       |
| UCLA             | 1         | 2006       |
| Utah State       | 1         | 2011       |
| Washington State | 1         | 2007       |
| West Virginia    | 1         | 2015       |
| Ohio State       | 1         | 2018       |
| Liberty          | 1         | 2019       |
| Texas Tech       | 1         | 2022       |
| Northwestern     | 1         | 2023       |
| Ole Miss         | 1         | 2025       |